# Electioneer
Electioneer, född 2 maj 1868 på Stony Ford Farm i Campbell Hall i New York, död 3 december 1890 i Kalifornien, var en amerikansk standardhäst. Han är ansedd som en av de viktigaste avelshingstarna inom utvecklingen av den amerikanska standardhästen. Electioneer valdes 1955 in i United States Harness Racing Hall of Fame, under kategorin "Immortals".

## Historia
Electioneer är efter hingsten Hambletonian 10, som räknas som den amerikanska sulkyhästens fader. Från Hambletonian, genom hans söner George Wilkes (1856), Dictator (1863), Happy Medium (1863) och Electioneer, utgår nästan alla amerikanska travar- och passgångarlinjer.
Electioneer var undan modern Green Mountain Maid, som var efter Harry Clay. Electioneer var 162,5 cm i mankhöjd, och var känd för att vara lätthanterlig, ha väldigt rent trav, samt visa stora fartresurser. Han tränades dock aldrig för att tävla. 1876, då Electioneer var åtta år, såldes han till Leland Stanford, som varit guvernör i Kalifornien, för 12 500 dollar. Han flyttades till Palo Alto Farm i Santa Clara Valley i Kalifornien, där han hade en framgångsrik karriär som avelshingst.
Electioneer blev bland annat far till Palo Alto, som var undan fullblodsstoet Dame Winnie, och Sunol, som var undan fullblodsstoet Waxana. Electioneer visade sig vara väldigt potent som avelshingst, då han lyckades få travare efter galoppston. Totalt blev han far till 158 travare.
Electioneer avled den 3 december 1890.